# Ladislao Pakozdi
László Pákozdi Gröschl (Imperio austrohúngaro, 30 de junio de 1916-Santiago, Chile, 23 de marzo de 1993), conocido en español como Ladislao Pakozdi, fue un arquitecto, futbolista y entrenador húngaro nacionalizado chileno.

## Trayectoria

### Como jugador
Su carrera futbolística como defensa y lateral derecho la realizó en su país en los clubes Elektromos y Salgótarjáni entre los años 1936 y 1944.
Después de finalizada la Segunda Guerra Mundial emigró a Bélgica para jugar en el Daring de Bruselas. En 1946 se trasladó a Brasil para actuar en Botafogo. En 1947 llegó a Chile, gracias a la intervención de Francisco Platko, en donde jugó para Santiago Morning y Universidad Católica.

### Como entrenador
En 1950 comenzó su larga carrera como entrenador en donde destacaron sus pasos por los clubes Audax Italiano y Rangers de Talca. Con Rangers, tuvo la particularidad de ser su primer entrenador en Primera División, en 1953. Con el club Itálico, por su parte, logra el título en la Primera División de Chile en 1957, convirtiendo a Audax en uno de los mejores clubes de Chile y Sudamérica de la década de los 50. 
En los meses de septiembre y octubre de 1957 dirigió en seis partidos a la Selección de Chile, incluyendo cuatro partidos válidos por las clasificatorias para la Copa Mundial de 1958.

## Selección nacional

### Partidos
| N.º | Fecha      | Lugar    | ---          | ---      | Resultado | --         |
| --- | ---------- | -------- | ------------ | -------- | --------- | ---------- |
| 1.  | 24.09.1939 | Budapest | Amistoso     | Hungría  | 5:1       | Alemania   |
| 2.  | 31.03.1940 | Budapest | Amistoso     | Hungría  | 3:0       | Suiza      |
| 3.  | 07.04.1940 | Berlín   | Amistoso     | Alemania | 2:2       | Hungría    |
| 4.  | 02.05.1940 | Budapest | Amistoso     | Hungría  | 1:0       | Croacia    |
| 5.  | 19.05.1940 | Budapest | Copa Danubio | Hungría  | 2:0       | Rumania    |
| 6.  | 29.09.1940 | Budapest | Copa Danubio | Hungría  | 0:0       | Yugoslavia |
| 7.  | 06.10.1940 | Budapest | Amistoso     | Hungría  | 2:2       | Alemania   |
| 8.  | 01.12.1940 | Génova   | Amistoso     | Italia   | 1:1       | Hungría    |
| 9.  | 08.12.1940 | Zagreb   | Amistoso     | Croacia  | 1:3       | Hungría    |

## Clubes

### Como jugador
| Club                 | País    | Año       |
| -------------------- | ------- | --------- |
| Elektromos           | Hungría | 1936-1941 |
| Salgótarjáni         | Hungría | 1941-1943 |
| Elektromos           | Hungría | 1943-1944 |
| Daring de Bruselas   | Bélgica | 1945      |
| Botafogo             | Brasil  | 1946      |
| Santiago Morning     | Chile   | 1947      |
| Universidad Católica | Chile   | 1948      |

### Como entrenador
| Club               | País  | Año       |
| ------------------ | ----- | --------- |
| Audax Italiano     | Chile | 1951-1952 |
| Rangers            | Chile | 1953-1955 |
| Audax Italiano     | Chile | 1956-1957 |
| Selección de Chile | Chile | 1957      |
| San Luis           | Chile | 1959      |
| O'Higgins          | Chile | 1961-1962 |
| Palestino          | Chile | 1963      |
| Audax Italiano     | Chile | 1964      |
| Atlético Grau      | Perú  | 1966      |
| Alianza Lima       | Perú  | 1967      |
| Rangers            | Chile | 1967      |
| Unión La Calera    | Chile | 1968      |

### Selección de Chile
- Dirigió en seis partidos a la Selección de fútbol de Chile.

| Fecha                    | Lugar        | Rival     | Resultado | Encuentro                    |
| ------------------------ | ------------ | --------- | --------- | ---------------------------- |
| 15 de septiembre de 1957 | Santiago     | Brasil    | 1:0       | Copa Bernardo O'Higgins      |
| 18 de septiembre de 1957 | Santiago     | Brasil    | 1:1       | Copa Bernardo O'Higgins      |
| 22 de septiembre de 1957 | Santiago     | Bolivia   | 2:1       | Clasif. Copa Mundial de 1958 |
| 29 de septiembre de 1957 | La Paz       | Bolivia   | 0:3       | Clasif. Copa Mundial de 1958 |
| 13 de octubre de 1957    | Santiago     | Argentina | 0:2       | Clasif. Copa Mundial de 1958 |
| 20 de octubre de 1957    | Buenos Aires | Argentina | 0:4       | Clasif. Copa Mundial de 1958 |